# Invisible (canción de U2)
«Invisible» es una canción de la banda irlandesa de rock U2 publicada en febrero de 2014.

## Trasfondo
La canción empezó a gestarse en los primeros tiempos de la banda, cuando Bono contaba 18 años. "Las primeras letras se establecieron en un tren cuando vinimos a Londres por primera vez. Recuerdo estar durmiendo en la estación de Euston, en la primavera de 1979".
32 años después U2 empieza a trabajar en su decimotercer álbum de estudio en 2011, con el productor Danger Mouse. En noviembre de 2013 lanzaron el sencillo "Ordinary Love" para la banda sonora de la película biográfica Mandela: Long Walk to Freedom. La siguiente canción publicada fue "Invisible", pero ninguno de los dos temas fue posteriormente incluido en el álbum.

## Lanzamiento
Fue lanzada a través de iTunes Store el 2 de febrero de 2014, estando disponible para descarga gratuita durante 24 horas. Por cada descarga, el Banco de América donó 1 € a la organización RED, cofundada por Bono para luchar contra el SIDA. A partir del 4 de febrero, estuvo disponible para descarga de pago, yendo destinados todos los beneficios a la citada organización.
Más tarde, esta canción fue incluida en la edición deluxe del álbum de estudio Songs of Innocence de 2014.
Mark Romanek dirigió el vídeo musical que fue lanzado el 11 de febrero del mismo año. Fue grabado en un hangar del aeropuerto de Santa Mónica durante tres días en enero de 2014 con la participación de más de 1.200 personas.